# Benevento Calcio
Il Benevento Calcio, noto semplicemente come Benevento, è una società calcistica italiana della città di Benevento. Milita in Serie C, la terza divisione del campionato italiano di calcio.
Il primo club locale fu fondato nel 1929, e ad esso ne seguirono vari altri rifondati a più riprese, da ultimo nel 2005 con la corrente denominazione. Nelle stagioni 2015-2016 e 2016-2017 ha raggiunto i suoi maggiori successi, riuscendo dapprima ad accedere alla Serie B e successivamente alla Serie A, in entrambi i casi per la prima volta nella propria storia, rappresentando un unicum nella storia del calcio italiano: mai era infatti accaduto che una squadra esordiente in Serie B venisse promossa nella massima serie. Nella stagione 2019-2020 ha conquistato, per la prima volta nella sua storia, il campionato di Serie B alzando la Coppa Ali della Vittoria.
Figura al 70º posto nella graduatoria dei club italiani per tradizione sportiva e, tra i club che hanno militato in Serie A, occupa il 63º posto nella classifica perpetua dal 1929.

## Storia
L'attività calcistica a Benevento iniziò il 6 settembre 1929, data di fondazione della Società Sportiva Littorio Benevento, che giocava sul campo Santa Maria degli Angeli (poi denominato Meomartini) realizzato da don Francesco Minocchia con l'ausilio di calciatori residenti nella città di Benevento e sito nel rione Libertà della città delle Streghe. I colori sociali erano l'azzurro. La Littorio prese parte al torneo di Terza Divisione Regionale. Nel suo primo decennio di vita vinse i campionati di Terza, Seconda e Prima Categoria, poi, nella stagione 1934-1935 prese parte per la prima volta al campionato nazionale di Serie C, disputando un eccellente torneo grazie alla guida tecnica dell'ungherese Armand Halmos. Tre anni dopo, nella stagione 1938-1939, vinse la «Targa Capocci» (torneo cui parteciparono 22 squadre) vincendo in finale contro la Scafatese per 5-1, poi, nell'immediato dopoguerra la rinominata Associazione Calcio Benevento fece buoni campionati di Serie C dove nella stagione 1945-1946 si classificò prima non conquistando tuttavia la promozione in Serie B in quanto squadra "ospite" e dunque non avente diritto. Le successive stagioni, i giallorossi arrivarono tra le posizioni di alta classifica senza tuttavia ottenere la promozione fra i cadetti.
Negli anni cinquanta va segnalata la folcloristica figura di Oronzo Pugliese che allenò la compagine sannita nel 1952. Dopo un anno, tuttavia, arrivò la chiusura della società storica, oberata dai debiti. Fallita l'antica squadra, ebbe campo libero il secondo club cittadino, i dilettanti della Sanvito Benevento i quali avevano come colori sociali il rosso-nero e dopo sette anni approdarono in Serie C come Società Sportiva Benevento adottando i colori sociali rosso e giallo.
Dopo aver disputato un campionato in terza serie nel 1960-1961, classificandosi al quarto posto, il Benevento tornò nel 1961-1962 in Serie D, dove rimase per un triennio.
Nel 1965, dalla fusione tra le compagini cittadine Sportiva Benevento e Fiamma Sannita, nacque la Polisportiva Benevento. Nel 1967 ritorna in Serie D. Dopo sette campionati di fila in Serie D, nel 1974, sotto la presidenza di Bocchino, la squadra riguadagnò la Serie C, dove i giallorossi ottennero subito il quarto posto, per poi disputare ben tredici campionati consecutivi in terza serie. Nella stagione 1975-1976 il Benevento raggiunse, sotto la guida di Pietro Santin, il secondo posto in C, risultato che per il club sannita rimase il più significativo per i successivi tre decenni: la promozione in Serie B svanì a causa di un calo nel finale, che favorì la rimonta e il sorpasso finale del Lecce. Proprio in quella stagione il Benevento partecipò alla quinta edizione della Coppa Anglo-Italiana, competizione disputata tra club inglesi e italiani nella primavera del 1976: fu eliminato nella fase a gironi. Nella stagione 1978-1979, in concomitanza con la ristrutturazione della Serie C, nacque la Società Sportiva Calcio Benevento, mentre l'anno successivo ci fu l'inaugurazione dello stadio Santa Colomba.
Sotto la presidenza dell'avvocato Ernesto Mazzoni, coadiuvato di volta in volta da imprenditori locali, la SSC Benevento disputò nove campionati ininterrotti in Serie C1. Dopo una prima retrocessione nel 1986, a cui seguì un miracoloso ripescaggio, il Benevento retrocesse in Serie C2 nel 1987 nonostante l'ottima rosa di calciatori.

Il Benevento nella stagione 1986-1987

A due salvezze rischiosissime in quarta serie negli anni 1988 e 1989 (ambedue con Maurizio Simonato alla guida tecnica), seguì la retrocessione a tavolino nel Campionato Interregionale per mancato versamento della fideiussione (che non fu coperta per tutti i 400 milioni richiesti dalla FIGC ma solo per 320 milioni). Pertanto, per soli 80 milioni, il Benevento fu costretto ad abbandonare il calcio professionistico. Ne derivò un anonimo campionato in Interregionale disputato con una squadra composta per lo più da calciatori sanniti.
Nella stagione del Campionato Interregionale 1990-1991 nacque lo Sporting FC Benevento, alla cui presidenza c'era Mario Peca. Si ebbe un'ulteriore variazione ai classici colori sociali allorquando si adottarono maglie color rosso e argento, in omaggio allo stemma araldico del Comune di Benevento. Sconfitta nello spareggio per la promozione contro la Juve Stabia, la società venne rilevata da un gruppo di imprenditori napoletani, che dopo un semestre, vista la totale disaffezione e ostilità della tifoseria, cedettero la mano alla famiglia Cotroneo, i quali riportarono i colori tradizionali rosso e giallo. Nel 1993-1994 vinse con autorevolezza il proprio girone di Serie D, ritornando in Serie C2 dopo cinque stagioni. Dopo due sconfitte in altrettante finali dei play-off, nel 1998 la famiglia Cotroneo cedette la mano a Renato Pedicini, sotto la cui presidenza il Benevento disputò un'altra finale dei play-off, questa volta vinta a Lecce contro il Messina, successo che sancì il ritorno dei sanniti in Serie C1 dopo ben dodici stagioni.
Approdato in Serie C1, il Benevento vi disputò sei campionati consecutivi, fino al fallimento avvenuto al termine della stagione 2004-2005, alla luce delle gravi inadempienze fiscali emerse. Con la squadra in caduta libera in classifica in Serie C2 (cui si era iscritta aderendo al lodo Petrucci) e fuori dalla zona play-off, il club fu rilevato dai fratelli Ciro e Oreste Vigorito, che nel 2008 riportarono il Benevento in Serie C1, oltre che, per la prima volta, in finale di Coppa Italia di Serie C. Le annate seguenti videro il club campano lottare spesso per la prima storica promozione in serie cadetta, raggiunta, sotto la guida di Gaetano Auteri, al termine del campionato 2015-2016, quando il club era guidato dalla cordata Fabbrocini-Pallotta.
Passata nuovamente al presidente Vigorito, la squadra campana, allenata da Marco Baroni, riuscì nell'impresa di ottenere la promozione in Serie A da neopromossa ed esordiente in Serie B (fatto senza precedenti nella storia del calcio italiano), grazie alla vittoria dei play-off, ottenuta dopo il quinto posto in classifica nella stagione regolare. Seguì un difficile campionato di massima divisione (record europeo di 14 sconfitte consecutive subite dall'inizio del torneo), chiusosi con la retrocessione in Serie B con quattro giornate ancora da disputare. La massima serie fu raggiunta nuovamente nel 2020 sotto la guida del tecnico Filippo Inzaghi, che condusse i sanniti alla promozione in Serie A con sette giornate di anticipo, eguagliando in tal modo il record dell'Ascoli del 1977-1978. Retrocesso subito in Serie B, nel volgere di due anni il Benevento si ritrovò in Serie C.

## Colori e simboli

### Colori

Una formazione del Benevento nella stagione 1982-1983 in cui i giocatori indossano la classica maglia palata giallorossa.

I tradizionali colori sociali del Benevento sono il giallo e il rosso: la casacca principale presenta tradizionalmente tali tinte disposte a strisce verticali di eguale larghezza, accompagnandosi a pantaloncini neri o rossi e a calzettoni egualmente bicolori, neri o rossi.
Nel corso della storia non sono tuttavia mancate soluzioni differenti e peculiari:
Il 6 settembre 1929 alla nascita del calcio beneventano con appunto il Littorio Benevento, il colore sociale fu l'azzurro.
Il 23 febbraio 1947, in occasione di una partita contro l'Avellino, le due squadre scesero in campo indossando ognuna una divisa del colore del liquore tipico delle rispettive città: gli irpini optarono per il verde dell'Anthemis mentre i beneventani indossarono il classico giallo dello Strega.
Nel 1953, a seguito del fallimento dell'A.C. Benevento, il ruolo di prima squadra calcistica cittadina passò all'A.C. Sanvito, i cui colori sociali erano il rosso e il nero: le tinte tradizionali tornarono in uso nel 1962.
Un'ulteriore variazione ai classici colori sociali si ebbe nella stagione 1990-1991 e nella prima parte della stagione 1991-1992, allorquando l'allora Football Club Sporting adottò maglie color rosso e argento, in omaggio allo stemma araldico del Comune di Benevento. Tale scelta tuttavia non fu gradita ai tifosi, che spinsero per la riadozione del giallo-rosso: l'istanza fu infine accolta nel mese di marzo del 1992, dopo che la famiglia Cotroneo ebbe acquisito la proprietà del club.
Nella stagione 2010-2011, in occasione dei festeggiamenti per il 150º anniversario dell'Unità d'Italia, i giallorossi indossarono in occasione di alcune partite una divisa celebrativa recante il tricolore italiano, apposto all'altezza del petto al di sopra del marchio dello sponsor principale.

### Simboli ufficiali
Il simbolo iconicamente legato al club in via prioritaria è la strega: Benevento è infatti nota quale "città delle streghe" per via dei riti religiosi pagani che svolgevano i Longobardi lungo il fiume Sabato durante la loro dominazione, visti dalle popolazioni locali cristiane come veri e propri atti di stregoneria. I calciatori del Benevento sono dunque conosciuti con i nomignoli di stregoni e (più raramente) streghe.
Un altro simbolo storicamente legato ai giallorossi è il cinghiale, emblema mitologico della fondazione della città di Benevento: essa è infatti attribuita dalla tradizione a Diomede, acheo ricordato nell'Odissea di Omero per la sua prodezza, il quale, fondato l'insediamento, avrebbe donato agli abitanti le zanne di un cinghiale caledonio che suo zio Meleagro aveva ucciso come trofeo di caccia. L'icona del cinghiale stolato (ovvero agghindato con una stola serrata da un ramoscello d'alloro posata sul dorso, segno del suo essere vittima sacrificale) è rimasta successivamente in uso nel corso dei secoli, entrando infine a far parte dello stemma araldico beneventano.

#### Stemma
Le suddette effigi sono dunque le più ricorrenti negli stemmi ufficiali che la società si è data nel corso degli anni.
Negli anni dell'Associazione Calcio Sanvito Benevento fu utilizzato uno scudo francese moderno partito rosso-nero, recante in capo la denominazione societaria e l'anno di fondazione, mentre nella parte bassa appariva uno scudetto inquartato bianco-rosso e recante il motto SPQB (acronimo di Senatus PopulusQue Beneventanus, espressione dell'autonomia di Benevento in epoca romana), sovrastato da un cinghiale.
Sotto la denominazione Polisportiva Benevento venne adottato uno scudo francese moderno palato giallo-rosso e bordato d'oro, recante centralmente il solo disegno del cinghiale stolato.
Negli anni 1980 la Società Sportiva Calcio Benevento adottò un identificativo estremamente semplice: un cerchio giallo privo di alcuna finitura, racchiuso da una corona circolare rossa contenente la denominazione societaria.
Nel primo stemma dello Sporting Benevento fece la sua comparsa la figura dello stregone (la quale era stereotipata: un ometto barbuto vestito con tunica e cappello a punta, con una scopa tra le mani e intento a palleggiare): esso campeggiava al centro di un ancile palato giallo-rosso, recante in capo una fascia bianca contenente il nome societario. Una successiva versione di tale stemma sostituì allo stregone l'effigie astratta di una fattucchiera in volo a cavallo di un manico di scopa. Le figure magiche in questione sono talora state adottate come disegno a sé stante, senza ulteriori elementi d'accompagnamento, in sostituzione dello scudo.
Nel 2005, allorché la società venne rifondata come Benevento Calcio, lo stemma assunse la foggia di uno scudo francese antico palato giallo-rosso, chiuso superiormente da un cartiglio ricurvo di colore rosso (atto ad ospitare la denominazione societaria). Al centro appare il disegno in silhouette di una strega in volo a cavallo di un manico di scopa.

Logo del Benevento Calcio in uso dal 2005

## Strutture

### Stadio

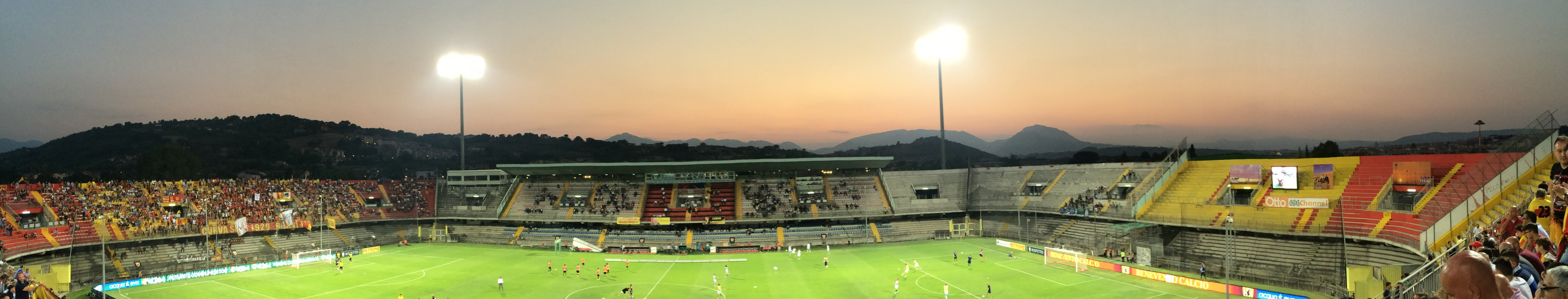
Panoramica dello Stadio Ciro Vigorito

Dalla fondazione del 1929 e fino al 1979 i sanniti hanno disputato le gare interne allo Stadio Gennaro Meomartini, costruito negli anni 1920 nel rione Libertà.
Nel 1979 esso venne sostituito dal nuovo e più capiente stadio Santa Colomba, progettato già nel 1972: dopo un primo appalto affidato a un'impresa siciliana, subentrò quella del cavaliere Costantino Rozzi (presidente dell'Ascoli), che avviò i lavori nell'aprile del 1978 e riuscì a concluderli in circa un anno. Ne risultò una struttura a pianta rettangolare, con spalti direttamente affacciati sul terreno di gioco e conformati a doppio anello sovrapposto, con una capienza di circa 25 000 spettatori. L'inaugurazione, cui presenziarono circa 22 000 persone, venne sancita dalla disputa di un'amichevole tra i giallorossi e l'Ascoli, il 9 settembre 1979.
La capienza originaria di 25 000 posti venne decurtata a 20 000 all'inizio degli anni 1990, allorché per motivi di ordine pubblico e sicurezza la commissione provinciale sui pubblici spettacoli impose un "taglio" dei posti. Sempre in tale periodo si provvide a realizzare alcune vie di fuga d'emergenza dagli spalti verso il terreno di gioco. Ulteriori lavori effettuati nell'estate del 2017, onde adeguare l'impianto al campionato di serie A, hanno portato la capienza a 16 867 unità, di poco superiore al minimo regolamentare previsto dalla prima divisione italiana.
Nel 2011 lo stadio è stato intitolato alla memoria di Ciro Vigorito, amministratore delegato del Benevento e presidente del settore giovanile scomparso nel 2010.
Il maggiore afflusso di pubblico all'impianto di via Santa Colomba (con la registrazione del tutto esaurito, all'epoca pari a 25 000 spettatori) avvenne in occasione della partita Benevento-Avigliano, valida per il girone H del Campionato Interregionale 1993-1994, che sancì la promozione in Serie C2 dei sanniti. Il maggior afflusso certificato è invece costituito dai 16 867 spettatori che affollarono lo stadio in occasione della gara di campionato di Serie A 2017-2018 contro la Juventus del 7 aprile 2018, vinta dai bianconeri per 4-2.

### Centro di allenamento
Le selezioni societarie del Benevento sostengono le sedute di allenamento presso il Centro Sportivo Municipale di contrada Ariella a Paduli (BN) e nel campo "antistadio" contiguo allo stadio Ciro Vigorito che dal 19 settembre 2013 è intitolato al fu calciatore ed allenatore giallorosso Carmelo Imbriani, e il settore giovanile si allena presso il campo "Avellola" situato ad 1 km dallo Stadio Ciro Vigorito.

## Società
Il Benevento Calcio è una società a responsabilità limitata che ha come presidente l'avvocato Oreste Vigorito già proprietario e presidente in carica dal 17 marzo 2006 fino al 30 giugno 2015 e poi ritornato dal 30 giugno 2016.

### Organigramma societario
Di seguito l'organigramma tratto dal sito Internet ufficiale della società.
- Oreste Vigorito - Presidente
- Diego Palermo - Vice Presidente
- Ferdinando Renzulli - Amm. Delegato
- Stefano Renza - Amm. Delegato
- Marcello Carli - Direttore Sportivo
- Andrea Innocenti - Responsabile Area Scouting
- Andrea De Falco - Collaboratore Scouting Prima Squadra e Settore Giovanile
- Emanuele Padella - Collaboratore Direttore Sportivo
- Fabrizio Melara- Team Manager e Slo
- Alessandro Cilento - Club Manager
- Antonino Trotta - Segretario generale
- Giorgio Caraccio - Assistente segretario generale
- Alessandro Muollo - Responsabile ticketing
- Andrea Festa - Coordinatore area marketing e comunicazione
- Alberto Maria Zito - Store e marketing
- Fabio Siniscalchi, Ottomedia - Gestione Pubblicità ed Eventi
- Avv. Teodoro Reppucci - Organo di vigilanza
- Maurizio Romano - Contabilità
- Sonia Iacoviello - Segreteria e collaboratrice ufficio stampa
- Francesco Varrella - Logistica
- Giovanni Gentile - Speaker
- Fabio Panella - Fonico
- Mirko Siciliano - Responsabile sistemi informatici tornelli
- Luigi Cassano - Delegato alla sicurezza gestione evento; RSPP
- Marciano D'Avino - Vice delegato alla sicurezza gestione evento
- Erga Green - Manutenzione campi da gioco e lavanderia
- Gaetano Addazio - Responsabile magazziniere prima squadra
- Luigi Di Matteo - Magazziniere prima squadra
- Nicola Santillo - Magazziniere, driver
- Mario Taddeo - Fotografo ufficiale

### Sponsor
| Cronologia degli sponsor tecnici - 1983-1993 ... - 1993-1995 Erreà - 1996-1998 DEGI - 1998-2001 Erreà - 2001-2005 Zeus Sport - 2005-2007 Legea - 2007-2009 Erreà - 2009-2013 Mass - 2013-2014 Legea - 2014-2019 Frankie Garage Sport - 2019-2021 Kappa - 2021- Nike | Cronologia degli sponsor ufficiali - 1983-1985 Wierer - 1986-1987 Santal - 1991-1992 Pasta Rummo - 1994-1997 Liquore Strega - 1997-1999 CTM Termocamini - 1999-2000 Flash Print - 2000-2001 Gaiatel - 2001-2002 BLPR SpA - 2002-2003 Vini DOC del Sannio - 2003-2004 Terme Di Telese - 2004-2005 MANGIARSANniO - 2005-2006 Pasta Rummo - 2006-2007 I.V.P.C. - 2007-2008 FIP Srl - 2008-2009 I.V.P.C. e L.A.I.F. - 2009-2012 I.V.P.C. - 2012-2013 I.V.P.C. e L.A.I.F. - 2013-2017 I.V.P.C., L.A.I.F. e Liquore Strega - 2017-2018 La Molisana, Sapa Group e Rillo Costruzioni - 2018-2019 I.V.P.C., Rillo Costruzioni, Unibet, Sapa Group - 2019-2020 I.V.P.C., Rillo Costruzioni - 2020-2021 I.V.P.C, Rillo Costruzioni, Don Peppe Pizzerie, Pasta Rummo - 2021-2022 I.V.P.C., Rillo Costruzioni, Gesesa, Pasta Rummo - 2022-2023 I.V.P.C., Rillo Costruzioni, Contrader, Pasta Rummo - 2023-2024 I.V.P.C., Rillo Costruzioni, Pasta Rummo, NowTv - 2024-2025 I.V.P.C., Rillo Costruzioni, Pasta Rummo, NowTv, Euronics |

### Settore giovanile
Nella stagione 2008-2009, sotto la presidenza nelle attività giovanili di Ciro Vigorito, la formazione Berretti del Benevento, capitanata da Stefano Furno, si è laureata Campione d'Italia. Nella finale contro il Monza si è imposto in casa per 3-2 e, al ritorno in Brianza, ha pareggiato 1-1. Si è trattato, questo, di uno storico traguardo: per la prima volta una squadra di calcio beneventana ha conquistato un tricolore. Nel 2010 va segnalato un altro importante traguardo, la formazione Giovanissimi, guidata da mister Carmelo Imbriani vince la Coppa Giovanissimi Professionisti battendo in finale gli emiliani del Crociati Noceto per 4-2 sul campo di Abbadia San Salvatore. Nella stagione 2018-2019 va segnalata la partecipazione dell'Under 16 alla Final Four Nazionale, sconfitti in semifinale dai pari età dell'Empoli.
Il Benevento è molto sensibile alla tutela della salute dei suoi calciatori, tanto da effettuare appositi controlli dei valori ematici, detti Passaporto Ematico, in maniera sistematica e continuativa.

## Allenatori e presidenti
Di seguito gli allenatori e i presidenti dall'anno di fondazione a oggi.
- 1929-1931  Mattia Scrivanti
- 1931-1934  Enrico Ambrosini
- 1934-1935  Armand Halmos
- 1935-1936  József Zilisy
- 1936-1937  De Palma[50]
 Giuseppe Cavanna[50]
- 1937-1945 ...
- 1945-1946  Giuseppe Viani
- 1946-1947  Brioschi
- 1947-1949 ...
- 1949-1950  Ferenc Hirzer
- 1950-1951  Ferenc Plemich
- 1951-1952  Oronzo Pugliese
- 1952-1957 ...
- 1957-1958  Giovanni Busoni
 Mario Capone
- 1958-1960 ...
- 1960-1962  Carlo Maluta
- 1962-1963  Francesco Lamberti
- 1963-1964  Mario Zidarich
- 1964-1966 ...
- 1966-1967  Munno[51]
- 1967-1968  Angelo Forgione
 Umberto De Angelis
- 1968-1969  Umberto De Angelis
- 1969-1970  Elia Greco
- 1970-1971  Antonio Lionetti
- 1971-1972  Elia Greco
- 1972-1973  Pietro Santin
- 1973-1974 / Francisco Lojacono[52]
- 1974-1975  Pietro Santin
/ Francisco Lojacono
- 1975-1976  Pietro Santin
- 1976-1977  Carlo Orlandi
 Antonio Napolitano
 Andrea Bassi
 Carlo Orlandi
- 1977-1978  Nicola Chiricallo
- 1978-1979  Rosario Rivellino
 Antonio Gianmarinaro
- 1979-1980  Lamberto Leonardi
 Nicola Chiricallo
 Graziano Landoni[53][54]
- 1980-1981  Graziano Landoni
 Lino De Petrillo
- 1981-1983  Gastone Bean
- 1983-1984  Francesco Liguori
- 1984-1985  Giuseppe Materazzi
- 1985-1986  Mario Facco
 Romano Mattè
- 1986-1987  Rosario Rampanti
- 1987-1989  Maurizio Simonato
- 1989-1990  Antonio Rocca
- 1990-1991  Luigi Boccolini
- 1991-1992  Mario Zurlini
 Gesualdo Albanese
- 1992-1993  Gesualdo Albanese
 Rosario Rivellino
- 1993-1995  Luigi Boccolini
- 1995-1996  Salvatore Esposito
 Adriano Lombardi
 Cesare Ventura
- 1996-1997  Massimo Silva
- 1997-1998  Massimo Silva
 Giuseppe Raffaele
- 1998-2000  Francesco Dellisanti
- 2000-2001  Francesco Dellisanti
 Francesco Paolo Specchia
- 2001-2002  Luciano D'Agostino
 Giorgio Rumignani
 Pietro Santin
- 2002-2003  Nello Di Costanzo
- 2003-2004  Nello Di Costanzo
 Corrado Benedetti
- 2004-2005  Corrado Benedetti
 Raffaele Sergio
- 2005-2006  Claudio Gabetta
 Carlo Florimbi
 Francesco Paolo Specchia[55]
- 2006-2007  Danilo Pileggi
 Gianni Simonelli
- 2007-2008  Gianni Simonelli
- 2008-2009  Aldo Papagni (1ª-12ª)
 Antonio Soda (13ª-34ª e play-off)
- 2009-2010  Leonardo Acori (1ª-16ª)
 Andrea Camplone (17ª-30ª)
 Leonardo Acori (31ª-34ª e play-off)
- 2010-2011  Agatino Cuttone (1ª-16ª)
 Giuseppe Galderisi (17ª-34ª e play-off)
- 2011-2012  Gianni Simonelli (1ª-14ª)
 Carmelo Imbriani (15ª-34ª)
- 2012-2013  Jorge Martínez (1ª-7ª)
 Guido Ugolotti (8ª-17ª)
 Guido Carboni (18ª-30ª)
- 2013-2014  Guido Carboni (1ª-20ª)
 Fabio Brini (21ª-34ª e play-off)
- 2014-2015  Fabio Brini (1ª-35ª)
 Juan Landaida e  Daniele Cinelli (36ª-38ª e play-off)
- 2015-2016  Gaetano Auteri
- 2016-2017  Marco Baroni
- 2017-2018  Marco Baroni (1ª-9ª)
 Roberto De Zerbi (10ª-38ª)
- 2018-2019  Cristian Bucchi
- 2019-2021  Filippo Inzaghi
- 2021-2022  Fabio Caserta
- 2022-2023  Fabio Caserta (1ª-6ª)
 Fabio Cannavaro (7ª-23ª)
 Roberto Stellone (24ª-32ª)
 Andrea Agostinelli (33ª-38ª)
- 2023-2024  Matteo Andreoletti (1ª-19ª)
 Gaetano Auteri (20ª-38ª e play-off)
- 2024-2025  Gaetano Auteri (1ª-25ª)
 Michele Pazienza (26ª-30ª)
 Gaetano Auteri (31ª-38ª e play-off)

- 1929-1940  Francesco Minocchia
- 1940-1942 ...
- 1942-1943  Vesce
- 1943-1945
- 1945-1951  Mariano Russo
- 1951-1953  Alfredo Covelli
- 1953-1963  Licurgo Bartalucci
- 1963-1970  Italo Bocchino
- 1970-1971  Antonio Abete
- 1971-1972  Vittorio De Nigris
- 1972-1973  Erminio Tesauro
- 1973-1977  Antonio Bocchino
- 1977-1978  Maria Rosaria Cammarota
- 1978-1979  Ciro Verde
- 1979-1981  Ernesto Mazzoni
- 1981-1982  Donato Callisto
- 1982-1983  Romano Monero
- 1983-1984  Leonardo Lampugnale
- 1984-1986  Ernesto Mazzoni
- 1986-1988  Antonio Paglia (Amm. unico)
- 1988-1989  Giovanni Perugini
- 1989-1990  Guido Sparandeo
- 1990-1991 / Mario Peca
- 1991-1996  Mario Cotroneo
- 1996-1998  Gianraffaele Cotroneo
- 1998-2001  Renato Pedicini
- 2002-2005  Giuseppe Spatola
- 2005-2006  Older Tescari
- 2006-2015  Oreste Vigorito
- 2015-2016  Fabrizio Pallotta
- 2016-  Oreste Vigorito

## Calciatori

### Capitani
- 1973-1976  Roberto Ranzani
- 1977-1979  Alfredo Zica
- 1979-1983  Cesare Ventura
- 1983-1985  Luciano Orati
- 1985-1986  Riccardo Laurenti
- 1986-1987  Gabriele Baldassarri
- 1987-1991  Giancarlo Zotti
- 1991-1992  Dirceu José Guimarães
- 1992-1993  Riccardo Laurenti
- 1993-1994  Giuseppe Orsini
- 1994-1995  Mario Donatelli
- 1996-1998  Massimo De Solda
- 1998-2001  Pietro Mariani
- 2001-2002  Salvatore Matrecano
- 2002-2005  Domenico Colletto
- 2005-2006  Alessandro Cagnale
- 2006-2009  Carmelo Imbriani
- 2009-2011  Giampiero Clemente
- 2011-2013  Emanuele D'Anna
- 2013-2014  Felice Evacuo
- 2014-2015  Fabrizio Melara
- 2015-2017  Fabio Lucioni
- 2017-2018  Sandro
- 2018-2020  Christian Maggio
- 2020-2021  Nicolas Viola
- 2021-2023  Gaetano Letizia
- 2023-2024  Alberto Paleari
- 2024-2025  Filippo Berra

### Contributo alle nazionali
Calciatori convocati da rappresentative nazionali durante la loro militanza nel Benevento:
- Gianluca Lapadula: nel 2020 ha disputato due partite, nel 2021 quindici partite e nel 2022 ha disputato tre partite con la nazionale peruviana. Ha segnato sette reti.
- Alessio Cragno: nel 2016 ha disputato tre partite con la nazionale italiana Under-21[56].
- George Puşcaş: tra il 2016 ed il 2017 ha disputato tre partite con la nazionale rumena Under-21[57].
- Ledian Memushaj: nel 2017 ha disputato quattro partite con la nazionale albanese.
- Massamasso Tchangai: nel 2006 ha disputato la fase finale del campionato del mondo 2006 con la nazionale togolese[58].
- Kamil Glik: nel 2022 viene convocato dalla Polonia per il mondiale 2022 debuttando nella partita Polonia-Messico terminata 0-0.

## Palmarès

### Competizioni nazionali
- Serie B: 1

2019-2020

### Competizioni interregionali
- Serie C: 2

1945-1946 (girone D)
2015-2016 (girone C)
- Serie C2: 1

2007-2008 (girone C)
- Serie D: 2

1959-1960 (girone F), 1973-1974 (girone G)
- Campionato Interregionale: 1

1990-1991 (girone I)
- Campionato Nazionale Dilettanti: 1

1993-1994 (girone H)

### Competizioni regionali
- Promozione

1955-1956 (girone A)
- Terza Divisione

1930-1931 (girone A)

### Competizioni giovanili
- Campionato nazionale Dante Berretti: 1

2008-2009 (Torneo Lega Pro)
- Coppa Giovanissimi Professionisti: 1

2009-2010

### Altri piazzamenti
- Coppa Italia Lega Pro:

Finalista: 2007-2008
- Serie B:

Vittoria play-off: 2016-2017
- Serie C2:

Vittoria play-off: 1998-1999 (girone C)
- Scudetto Dilettanti:

Semifinalista: 1993-1994
Annotazioni
1. ↑  Non promosso. Ospite del campionato a completamento degli organici. Verdetti: Benevento (1º posto) e Gladiator (2º posto) restano nella categoria per meriti sportivi. Il Gladiator decide di retrocedere per inadempienze finanziarie. Scafatese (3º posto) in Serie B. Fonte:  Quando il Benevento conquistò sul campo la Serie B - Calcio in Campania, su forzazzurri.net, 22 dicembre 2015. URL consultato il 9 maggio 2016.
2. ↑  Non promosso. Perde lo spareggio-promozione contro la Juventus Stabia (vincente girone L) per 2-1 nel doppio confronto.

## Statistiche e record

### Partecipazione ai campionati
| Livello | Categoria                           | Partecipazioni | Debutto   | Ultima stagione | Totale |
| ------- | ----------------------------------- | -------------- | --------- | --------------- | ------ |
| 1º      | Serie A                             | 2              | 2017-2018 | 2020-2021       | 2      |
| 2º      | Serie B                             | 5              | 2016-2017 | 2022-2023       | 5      |
| 3º      | Prima Divisione                     | 1              | 1934-1935 | 1934-1935       | 41     |
| 3º      | Serie C                             | 17             | 1935-1936 | 2025-2026       | 41     |
| 3º      | Serie C1                            | 15             | 1978-1979 | 2004-2005       | 41     |
| 3º      | Lega Pro Prima Divisione            | 6              | 2008-2009 | 2013-2014       | 41     |
| 3º      | Lega Pro                            | 2              | 2014-2015 | 2015-2016       | 41     |
| 4º      | IV Serie                            | 2              | 1952-1953 | 1956-1957       | 24     |
| 4º      | Serie C2                            | 10             | 1987-1988 | 2007-2008       | 24     |
| 4º      | Campionato Interregionale           | 1              | 1958-1959 | 1958-1959       | 24     |
| 4º      | Serie D                             | 11             | 1959-1960 | 1973-1974       | 24     |
| 5º      | Campionato Interregionale - 2ª Cat. | 1              | 1957-1958 | 1957-1958       | 6      |
| 5º      | Campionato Interregionale           | 3              | 1989-1990 | 1991-1992       | 6      |
| 5º      | Campionato Nazionale Dilettanti     | 2              | 1992-1993 | 1993-1994       | 6      |

### Partecipazione alle Coppe Nazionali
| Torneo                          | Partecipazioni | Debutto   | Ultima stagione | Totale |
| ------------------------------- | -------------- | --------- | --------------- | ------ |
| Coppa Italia                    | 18             | 1936-1937 | 2021-2022       | 18     |
| Supercoppa di Lega Pro          | 1              | 2016      | 2016            | 1      |
| Coppa Italia Semiprofessionisti | 9              | 1972-1973 | 1980-1981       | 38     |
| Coppa Italia Serie C            | 21             | 1981-1982 | 2007-2008       | 38     |
| Coppa Italia di Lega Pro        | 8              | 2008-2009 | 2015-2016       | 38     |
| Supercoppa di Lega di Serie C2  | 1              | 2008      | 2008            | 1      |

### Statistiche di squadra
La squadra è la prima ad aver raggiunto due promozioni consecutive (Serie B nel 2016 e Serie A nel 2017) in campionati a cui mai aveva preso parte.

### Statistiche individuali
Di seguito i primatisti di presenze e reti relative alle sole partite di campionato, inclusi eventuali play-off e play-out. In grassetto i giocatori ancora in attività con il club.
Dati aggiornati al 17 marzo 2024.
| Record di presenze in campionato - 254 Graziano Iscaro (1984-1990; 1992-1995; 1996-1997) - 232 Piergraziano Gori (2006-2010; 2011-2014; 2015-2017; 2018-2021) - 218 Stefano Mastroianni (1992-2001) - 207 Roberto Ranzani (1970-1976) - 199 Diego Palermo (2005-2011) - 194 Riccardo Improta (2018-2024) - 186 Cesare Ventura (1978-1984) - 177 Gaetano Letizia (2017-2023) - 171 Giuseppe Orsini (1990-1995; 1996-1997) - 152 Gianpiero Clemente (2007-2011) - 152 Giancarlo Zotti (1985-1991) | Record di reti in campionato - 67 Giampiero Clemente (2007-2011) - 65 Nicola D'Ottavio (1990-1991; 1993-1995) - 50 Felice Evacuo (2008-2011; 2013-2014) - 45 Franco Bovio (1965-1970) - 33 Massimo Coda (2017-2020) - 30 Giancarlo Zotti (1985-1991) - 27 Antonio Di Nardo (2002-2005) - 25 Roberto Insigne (2018-2022) - 23 Sossio Aruta (1996-1997; 2000-2001; 2001-2002) - 23 Luigi Castaldo (2007-2010) - 23 Alessandro Marotta (2013; 2014-2016; 2023-2024) |

## Tifoseria
Secondo un'indagine condotta e pubblicata annualmente da due società specializzate in sondaggi e ricerche di mercato, la StageUp e la Ipsos, nella stagione 2020-2021 la squadra poteva contare su un seguito stimato in circa 70 000 tifosi.

### Storia
Il Benevento risulta per quanto riguarda il numero di presenze allo stadio, tra i primi tre club calcistici della regione Campania e tra i primi cinquanta in Italia.
Per la stagione calcistica 2017-2018 è stata premiata dall'Italian Sport Awards come miglior tifoseria della Serie A 2017-2018.
Il tifo organizzato si riunisce essenzialmente nella curva sud dello Stadio Ciro Vigorito. Esso nasce verso la metà degli anni settanta riunito allo stadio Meomartini grazie al gruppo Brigate Giallorosse. Il primo gruppo rilevante si fonda nel 1983 con il nome di Commando Ultrà Curva Sud. Dai primi anni novanta in poi si assiste alla fondazione di altri gruppi. Attualmente la tifoseria del Benevento è unita nel secondo anello della curva sud con il nome di Curva Sud 1929 Benevento. Si segnala nel settore distinti la presenza di un gruppo storico denominato Club Shanghai e nel settore curva nord un gruppo nato nel 2015 cioè gli Ultras Cani Sciolti. Una particolare menzione deve essere fatta per il Club Stregoni del Nord, primo ed unico club ufficiale riconosciuto al di fuori dalla Campania, nato nel marzo del 2009 a Legnano con una spettacolare inaugurazione presieduta dall'attuale presidente Oreste Vigorito. Il club oggi raggruppa numerosi sostenitori dell'area padana concentrati principalmente fra il Piemonte, la Lombardia e l'Emilia-Romagna, ma anche nel Veneto.

### Gemellaggi e rivalità
Gli ultras giallorossi sono legati da amicizia con gli ultras del Catania, del Napoli e del Cerignola ed intrattengono buoni rapporti con la curva della Pro Vercelli..
In Campania rapporti di rispetto reciproco si hanno con la tifoseria della Salernitana (la tifoseria granata e quella giallorossa sono spesso anche accomunate da iniziative benefiche e dall'impegno per il sociale).
I gemellaggi più importanti della storia del tifo beneventano sono stati quelli con i tifosi del Savoia e quello con i tifosi del Foggia. Il gemellaggio con i tifosi oplontini è nato nel 1991 e si è interrotto nell'agosto 2016.
Il gemellaggio con i tifosi foggiani invece è nato nel 1985 e si è interrotto nel 2009 durante i play-off per la Serie B che vedeva protagonista le due squadre del sud a causa di sfottò, provocazioni e screzi.
Le rivalità più accese riguardano altre tifoserie campane: vi è forte antagonismo con i tifosi dell'Avellino, con cui il Benevento disputa il "derby dell'Appennino campano", e con i tifosi della Nocerina e della Casertana; a seguire sono pessimi i rapporti con la tifoseria della Cavese, della Juve Stabia e della Turris. Fuori dalla regione si sono verificati spesso screzi con i tifosi del Crotone, del Frosinone, del Messina, del Potenza, del Taranto e del
Foggia.
Storica l'inimicizia con il Campobasso con cui il Benevento disputa il "derby del Sannio", rivalità caratterizzata da scontri targati anni settanta e novanta, andata ad affievolirsi per via delle diverse fortune e la mancanza di incontri ufficiali tra le due compagini.

## Organico

### Rosa 2025-2026
| N. |                   | Ruolo | Calciatore              |
| -- | ----------------- | ----- | ----------------------- |
| 1  | Italia (bandiera) | P     | Danilo Russo            |
| 3  | Italia (bandiera) | D     | Francesco Sena          |
| 4  | Italia (bandiera) | C     | Antonio Prisco          |
| 5  | Italia (bandiera) | C     | Dino Mehić              |
| 6  | Italia (bandiera) | D     | Angelo Viscardi         |
| 7  | Italia (bandiera) | A     | Lorenzo Carfora         |
| 8  | Italia (bandiera) | C     | Mattia Maita (capitano) |
| 9  | Italia (bandiera) | A     | Francesco Salvemini     |
| 10 | Italia (bandiera) | A     | Jacopo Manconi          |
| 11 | Italia (bandiera) | A     | Davide Lamesta          |
| 14 | Italia (bandiera) | D     | Stefano Scognamillo     |
| 20 | Italia (bandiera) | D     | Andrea Ceresoli         |
| 22 | Italia (bandiera) | P     | Manuel Esposito         |
| 23 | Italia (bandiera) | D     | Pietro Saio             |
| 25 | Italia (bandiera) | D     | Raffaele Romano         |
| 26 | Italia (bandiera) | P     | Gianmarco Vannucchi     |
| 28 | Italia (bandiera) | C     | Matteo Del Gaudio       |
| 31 | Italia (bandiera) | D     | Giacomo Ricci           |

| N. |                   | Ruolo | Calciatore           |
| -- | ----------------- | ----- | -------------------- |
| 37 | Grecia (bandiera) | C     | Aggelos Tsiggaras    |
| 38 | Italia (bandiera) | C     | Angelo Talia         |
| 77 | Italia (bandiera) | D     | Edoardo Pierozzi     |
| 99 | Italia (bandiera) | A     | Matteo Della Morte   |
|    | Italia (bandiera) | D     | Filippo Berra        |
|    | Italia (bandiera) | D     | Diego Borghini       |
|    | Italia (bandiera) | D     | Antonio Ferrara      |
|    | Italia (bandiera) | D     | Biagio Meccariello   |
|    | Italia (bandiera) | D     | Francesco Rillo      |
|    | Italia (bandiera) | C     | Gennaro Acampora     |
|    | Italia (bandiera) | C     | Davide Agazzi        |
|    | Italia (bandiera) | C     | Filippo Nardi        |
|    | Italia (bandiera) | C     | Marco Pinato         |
|    | Italia (bandiera) | C     | Pier Luigi Simonetti |
|    | Italia (bandiera) | C     | Mattia Viviani       |
|    | Italia (bandiera) | A     | Guglielmo Mignani    |
|    | Italia (bandiera) | A     | Mario Perlingieri    |
|    | Italia (bandiera) | A     | Ernesto Starita      |

### Staff tecnico
Staff dal sito web ufficiale della società.
- Gaetano Auteri - Allenatore
- Loreno Cassia - Allenatore in seconda
- Giuseppe Di Mauro - Preparatore atletico
- Adriano Bianchini - Preparatore atletico e riatletizzazione
- Antonio Chiavelli - Preparatore portieri
- Angelo Testa - Match analyst
- Francesco Varrella - Tecnico di ripresa camera tattica e drone
- Dott. Walter Giorgione - Resp. struttura medica
- Dott. Franco De Cicco - Medico sociale
- Dott. Raffaele Fuiano - Medico sociale
- Dott. Mario De Vita - Medico sociale
- Dott. Luca Milano - Medico sociale
- Ernesto Galliano - Fisioterapista
- Luca Lepore - Fisioterapista
- Giorgio Policastri - Fisioterapista
- Raffaele Marinaccio - Fisioterapista
- Elettra Agovino - Nutrizionista
- Antonio Tizzanino - Podologo